# Ardisia chahalana
Ardisia chahalana är en viveväxtart som beskrevs av Cyrus Longworth Lundell. Ardisia chahalana ingår i släktet Ardisia och familjen viveväxter. Inga underarter finns listade i Catalogue of Life.